# 勐秀乡
勐秀乡，是云南省德宏傣族景颇族自治州瑞丽市下辖的一个乡，位于瑞丽市北部。

## 历史
晚清民国时期，勐秀是景颇族地区，瑞丽景颇族共18家山官，勐秀为其一。1956年2月25日，建立区级勐秀生产文化站，下辖勐秀、勐典、勐力、户瓦、户兰、南京里等6乡。1965年，勐力乡划归姐勒区；1966年4月，户瓦乡拆分为户瓦、等扎2乡。1969年实行人民公社化运动，改为勐秀公社，“文化大革命”时曾更名红旗公社，1976年恢复原名，仍保留人民公社称谓。1984年恢复区乡建置，改为勐秀区，同时将户瓦乡拆为户瓦、小街2乡。1986年撤区建乡，改为勐秀乡，原乡改为村公所。:81-83

## 地理
勐秀乡总面积283.3平方千米，距离瑞丽市区22千米，西北隔南畹河与缅甸相望，有国境线12.3千米，竖界碑一座；2016年有人口11,786人，其中汉族6,190人（占52.52%），景颇族4,604人（占39.06%）:96。勐秀乡辖境多为山区，最高峰营盘山海拔1,827米，12个村寨被列入铜壁关自然保护区范围:109，森林覆盖率74%:96，瑞丽植物园位于乡内。

## 行政区划
勐秀乡下辖以下地区：
勐秀村、户瓦村、户兰村、勐典村、等扎村、南京里村和小街村。

## 经济
勐秀乡是山区农业乡:110，2016年有耕地面积54,413.62亩，农业总产值22,574万元:90，主要作物有玉米、水稻、柠檬、核桃等:98。2011年全年社会商品销售额413万元，财政收入567.09万元:2583。

## 基础设施
勐秀乡有4所小学和1所初中，乡内建有文化站1个、卫生院1所:99-100。截止2011年，乡内有县乡级公路3条，总长104千米，乡村公路通达率92%:2583，556国道（保瑞公路）过境，瑞丽景成直升机场位于乡内。